# Ernst Huberty
Ernest Rodolphe „Ernst“ Huberty (* 22. Februar 1927 in Trier; † 24. April 2023) war ein luxemburgisch-deutscher Sportjournalist und Fernsehmoderator. Huberty war lange Zeit Hauptmoderator der ARD-Sportschau, daher nannte man ihn auch „Mister Sportschau“. Als Kommentator war er für einen distanzierten Stil bekannt.

## Leben
Sein Vater war Luxemburger, er lebte mit seiner Familie in Trier und zog mit ihr 1932 nach Koblenz. Im Zweiten Weltkrieg war Ernst Huberty Flakhelfer. Nach Kriegsende holte er das Abitur nach. Nach einem Studium der Philosophie und Germanistik an der Johannes Gutenberg-Universität Mainz und einem Volontariat bei der Koblenzer Zeitung begann er 1950 seine Karriere als Sportreporter beim Südwestfunk in Baden-Baden. Dort moderierte er bis Dezember 1956 mit Sport am Montag eine Fernsehsendung.
Im Januar 1957 wechselte Huberty in die WDR-Redaktion Hier und heute, ab 1960 gehörte er der Sportredaktion des WDR an. Seit ihrem Beginn am 4. Juni 1961 moderierte Huberty die ARD-Sportschau, eine in Deutschland renommierte Sportsendung, die er mit freundlicher Sachlichkeit und seiner besonderen Frisur („Klappscheitel“) prägte.
Im Januar 1970 übernahm Huberty die Leitung der Abteilung Sport (Fernsehen) beim WDR („WDR-Sportchef“). Seine Position als Sportchef musste er im März 1982 wegen einer Reisekostenabrechnung mit zu hohen Spesen abgeben; er wurde ins 3. Programm des WDR versetzt. Sein Nachfolger wurde Heribert Faßbender.
Im April 1991 ging er als Kommentator zum damals noch jungen Bezahlfernsehsender Premiere, im Oktober 2002 half er kurzzeitig bei der Sat.1-Sportsendung ran für ein Bundesligaspiel aus.
Huberty arbeitete in der Zwischenzeit auch als Moderatoren-Coach, zunächst bei der ZFP (ARD/ZDF-Fortbildung, später ARD-ZDF Medienakademie), unter anderem mit Stefan Wachtel, wie auch für private Sender (Premiere, SAT.1). Er coachte Moderatoren wie Reinhold Beckmann, Johannes B. Kerner, Oliver Welke und Monica Lierhaus.
Huberty kommentierte in der Zeit von 1960 bis 1982 viele große Sportereignisse als Live-Reporter, darunter das „Jahrhundertspiel“ Deutschland – Italien (17. Juni 1970) in Mexiko-Stadt („Ausgerechnet Schnellinger …“, „Müller … Müller … Müller … Tor!“ und „Wenn Sie jemals ein echtes Müller-Tor gesehen haben, dann jetzt“).
Er war Kommentator der Live-Übertragung des WM-Spiels Deutschland gegen Polen am 3. Juli 1974, das wegen starker Regenfälle und eines kaum bespielbaren Rasens als „Wasserschlacht von Frankfurt“ in die Fußballgeschichte einging, sowie des als „Nacht von Belgrad“ bekannt gewordenen EM-Endspiels vom 20. Juni 1976. Außerdem kommentierte er am 23. Juni 1973 das DFB-Pokalfinale zwischen Borussia Mönchengladbach und dem 1. FC Köln, in dem sich Günter Netzer gegen Ende des Spiels selbst einwechselte und das Siegtor schoss.
Im Jahr 1970 erschien die Single Juanito Mexico, die Huberty mit den Mexicanos aufgenommen hatte.
Ernst Huberty war zweimal verheiratet und lebte in Frechen bei Köln. Er starb am 24. April 2023 im Alter von 96 Jahren.

## Auszeichnungen und Ehrungen
- 1972 Goldene Kamera als beliebtester Sportjournalist[10]
- 2011 Herbert-Award für sein Lebenswerk[5]